# Талгай
Талгай (англ. Talgai) — стоянка каменного века на юго-востоке Квинсленда, Австралия.
В 1884 году на этой стоянке был найден череп древнего человека с признаками австралоидной расы, который имел сходство с черепами современных австралийских аборигенов, но был массивнее, с более развитыми надбровными дугами и ярко выраженным прогнатизмом. Череп принадлежал представителю одной из протоавстралоидных групп, которые населяли Австралию в древности. Возраст находки — около 10—12 тысяч лет.
Также в Талгае были обнаружены кости вымерших сумчатых животных.